# Mimosa lepidophora
Mimosa lepidophora är en ärtväxtart som beskrevs av Carlos Toledo Rizzini. Mimosa lepidophora ingår i släktet mimosor, och familjen ärtväxter. Inga underarter finns listade i Catalogue of Life.